# Richard Mulligan
Richard Mulligan (13 de noviembre de 1932 - 26 de septiembre de 2000) fue un actor de cine y televisión estadounidense conocido por su papel de Burt Campbell en la sitcom, Soap y más tarde como el Dr. Harry Weston en The Golden Girls y el spin-off, Empty Nest.

## Primeros años
Nació en la ciudad de Nueva York, teniendo como hermano mayor al director de cine Robert Mulligan. Después de asistir a la Universidad de Columbia, comenzó a trabajar en teatro, haciendo su debut como director de escena y actor en Broadway en All the Way Home de 1960, y tuvo créditos adicionales en obras como: A Thousand Clowns, Never Too Late, Hogan's Goat y Thieves.

## Comienzos como actor
Mulligan protagonizó junto a Mariette Hartley, la serie de comedia The Hero. La serie sólo duró 16 episodios. Otra actuación notable fue en la serie I Dream of Jeannie en el episodio "Around the World in 80 Blinks".

## Vida personal

### Matrimonios
Mulligan se casó cuatro veces. Primero con Patricia Jones (1955-1960), con la que tuvo un hijo, James. Esto fue seguido por los matrimonios con Joan Hackett a partir del 3 de enero de 1966 a junio de 1973 y Lenore Stevens  de 1978 a 1990. Su último matrimonio fue con la actriz porno, Rachel Ryan el 27 de abril de 1992, que duró dos años.

### Fallecimiento
Luego de hacer su última aparición en un episodio de Hey Arnold!, el 26 de septiembre de 2000, Mulligan murió de cáncer colorrectal en su casa de Los Ángeles, California. A petición propia, fue incinerado y no tendría un servicio funeral.
Mulligan tiene una estrella en el Paseo de la Fama de Hollywood en el 6777 Hollywood Blvd.

## Filmografía
| Año       | Título                                               | Personaje                 | Observaciones |
| --------- | ---------------------------------------------------- | ------------------------- | --- |
| 1962      | 40 Pounds of Trouble                                 | Botones                   | Sin acreditar |
| 1963      | Car 54, Where Are You?                               | Patrullero                | Episodio: "The Curse of the Snitkins" |
| 1963      | Route 66                                             | Fiscal del condado        | Episodio: "Shadows of an Afternoon" |
| 1963      | Love with the Proper Stranger                        | Louie                     | Sin acreditar |
| 1964      | One Potato, Two Potato                               | Joe Cullen                | |
| 1966      | The Group                                            | Dick Brown                | |
| 1966-1967 | The Hero                                             | Sam Garret                | 16 episodios |
| 1967      | The Rat Patrol                                       | Mayor Lansing             | Episodio: "Take Me to Your Leader Raid" |
| 1967      | Mannix                                               | Dr. Bob Adams             | Episodio: "Beyond the Shadow of a Dream" |
| 1967      | Gunsmoke                                             | Jud Pryor                 | Episodio: "Wonder" |
| 1969      | I Dream of Jeannie                                   | Wingate                   | Episodio: "Around the World in 80 Blinks" |
| 1969      | The Undefeated                                       | Dan Morse                 | |
| 1970      | The Most Deadly Game                                 | Jordan                    | Episodio: "Witches' Sabbath" |
| 1970      | Little Big Man                                       | George Armstrong Custer   | |
| 1971      | Love, American Style                                 | George                    | Episodio: "Love and the Jury" |
| 1971      | Dr. Simon Locke                                      | Kramer                    | Episodio: "A Taste of Sun" |
| 1971      | Bonanza                                              | Dr. Mark Sloan/Farley     | 2 episodios |
| 1971      | The Partridge Family                                 | Dr. Jim Lucas             | Episodio: "Why Did the Music Stop?" |
| 1972      | Irish Whiskey Rebellion                              | Paul                      | |
| 1972      | Harvey                                               | Dr. Lyman Sanderson       | Película para televisión |
| 1972      | Circle of Fear                                       | Tom                       | Episodio: "House of Evil" |
| 1973      | From the Mixed-Up Files of Mrs. Basil E. Frankweiler | Mr. Kincaid               | |
| 1973      | Diana                                                | Jeff Harmon               | 2 episodios |
| 1973      | The Partridge Family                                 | Mr. Lipton                | Episodio: "The Diplomat" |
| 1974      | Visit to a Chief's Son                               | Robert                    | |
| 1975      | Medical Story                                        | Dr. Ted Freeland          | Episodio: "The Right to Die" |
| 1975      | Matt Helm                                            | Jack Harte                | Episodio: "Dead Men Talk" |
| 1976      | Little House on the Prairie                          | Granville Whipple         | Episodio: "Soldier's Return" |
| 1976      | The Big Bus'                                         | Claude Crane              | |
| 1976      | Switch                                               | Andy Rowen                | Episodio: "The Argonaut Special" |
| 1976      | Charlie's Angels                                     | Kevin St. Clair           | Episodio: "Night of the Strangler" |
| 1976      | Spencer's Pilots                                     | Babcock                   | Episodio: "The Matchbook" |
| 1976      | The McLean Stevenson Show                            | Lloyd                     | Episodio: "Oldie But Goodie" |
| 1976      | Gibbsville                                           | Ben                       | Episodio: "Saturday Night" |
| 1977      | Hunter                                               | Dr. Harter                | Episodio: "Mirror Image" |
| 1977      | Kingston: Confidential                               | Harlan Scott              | Episodio: "Triple Exposure" |
| 1977      | Dog and Cat                                          | Brother Saul              | Episodio: "Brother Death" |
| 1977      | The Love Boat                                        | Ron Larsen                | Episodio: "Ex Plus Y" |
| 1977-1981 | Soap                                                 | Burt Campbell             | 83 episodios Primetime Emmy al mejor actor - Serie de comedia Nominado - Primetime Emmy al mejor actor - Serie de comedia                                                                                    |
| 1978      | Having Babies III                                    | Jim Wexler                | Película para televisión |
| 1978      | The Love Boat                                        | Mark Littlejohn           | Episodio: "Where Is It Written?" |
| 1981      | S.O.B.                                               | Felix Farmer              | |
| 1982      | Trail of the Pink Panther                            | Padre de Clouseau         | |
| 1983      | Reggie                                               | Reggie Potter             | 6 episodios |
| 1984      | Jealousy                                             | Merrill Forsyth           | |
| 1984      | Meatballs Part II                                    | Entrenador Giddy          | |
| 1984      | Teachers                                             | Herbert Gower             | |
| 1985      | The Heavenly Kid                                     | Rafferty                  | |
| 1985      | Doin' Time                                           | Mongo Mitchell            | |
| 1986      | A Fine Mess                                          | Wayne 'Turnip' Parragella | |
| 1986      | The Twilight Zone                                    | Ernie Ross                | Episodio: "The Toys of Caliban" |
| 1986      | Highway to Heaven                                    | Jeb Basinger              | Episodio: "Basinger's New York" |
| 1988      | Lincoln                                              | William H. Seward         | |
| 1988      | Oliver y su pandilla                                 | Einstein                  | Voz |
| 1988-1995 | Empty Nest                                           | Dr. Harry Weston          | 170 episodios Globo de Oro al mejor actor - Comedia o musical Nominado - Globo de Oro al mejor actor - Comedia o musical (1990-1991) Nominado - Primetime Emmy al mejor actor - Serie de comedia (1990-1991) |
| 1988-1989 | The Golden Girls                                     | Dr. Harry Weston          | 3 episodios |
| 1991-1993 | Nurses                                               | Dr. Harry Weston          | 4 episodios |
| 1995      | The John Larroquette Show                            | Richard Hemingway         | Episodio: "An Odd Cup of Tea" |
| 1996      | London Suite                                         | Dennis Cummings           | Película para televisión |
| 1997      | The Angry Beavers                                    | Old Gramps                | Episodio: "Fish and Dips" |
| 2001      | Hey Arnold!                                          | Jimmy Kafka               | Episodio: "Old Iron Man" |

## Teatro en Broadway
- Special Occasions, 1982
- Thieves, 1974
- Ring Around the Bathtub, 1972
- How the Other Half Loves, 1971
- Mating Dance, 1965
- Nobody Loves an Albatross, 1963
- Never Too Late, 1962
- A Thousand Clowns, 1962
- All the Way Home, 1960